# Qualificazioni al campionato mondiale di calcio 2014 - CONCACAF - Seconda fase, gruppo F

## Classifica
| Squadra                 | PT | G | V | N | P | F  | S  | DR  |
| ----------------------- | -- | - | - | - | - | -- | -- | --- |
| Antigua e Barbuda       | 15 | 6 | 5 | 0 | 1 | 26 | 5  | +21 |
| Haiti                   | 13 | 6 | 4 | 1 | 1 | 21 | 6  | +15 |
| Curaçao                 | 7  | 6 | 2 | 1 | 3 | 15 | 13 | +2  |
| Isole Vergini Americane | 0  | 6 | 0 | 0 | 6 | 2  | 40 | -38 |

## Risultati
| Arbitro: | Hugo Cruz Alvarado |

|                                                                         |           |  |
| Marcelin 18’ Maurice 27’ Pierre-Louis 44’ Monuma 61’ Alexandre 65’, 78’ | Marcatori |  |

| Arbitro: | Javier Santos |

|                                                        |           |                        |
| Joseph 42’ Griffith 45+2’ T. Thomas 54’ Byers 75’, 80’ | Marcatori | 9’ Meulens 74’ Siberie |

| Arbitro: | Stanley Lancaster |

|            |           |                                                                                  |
| Browne 49’ | Marcatori | 18’ Christian 38’ (rig.), 51’, 57’ Byers 47’ Cochrane 54’ Dublin 68’, 74’ Burton |

| Arbitro: | Jeffrey Solis |

|                            |           |                                                             |
| de Waard 12’ Zimmerman 43’ | Marcatori | 37’ Lafrance 58’ Marcelin 61’ Guerrier 75’ (aut.) Zimmerman |

| Arbitro: | Kevile Holder |

|  |           |                                                                          |
|  | Marcatori | 5’, 65’ (rig.), 82’ Maurice 11’ Jaggy 57’, 64’ Goreux 73’ (rig.) Belfort |

| Arbitro: | Oscar Reyna |

|  |           |               |
|  | Marcatori | 74’ T. Thomas |

| Arbitro: | Leon Clarke |

|                               |           |                     |
| Maurice 25’ (rig.) Pierre 60’ | Marcatori | 7’ Siberie 14’ Bito |

| Arbitro: | James Matthew |

|                                                                                      |           |  |
| T. Thomas 6’, 41’, 78’ Byers 23’, 30’, 39’ Burton 54’, 66’ J. Thomas 85’ Murtagh 90’ | Marcatori |  |

| Arbitro: | Jose Pineda |

|             |           |  |
| Skepple 82’ | Marcatori |  |

| Arbitro: | Mauricio Navarro |

|  |           |                          |
|  | Marcatori | 8’, 13’ Siberie 26’ Bito |

| Arbitro: | Baldomero Toledo |

|                        |           |           |
| Aveska 60’ Belfort 65’ | Marcatori | 9’ Thomas |

| Arbitro: | Valdin Legister |

|                                                            |           |               |
| Carmelia 33’, 78’ Siberie 40’, 86’ Espacia 73’ Cijntje 90’ | Marcatori | 51’ Cornelius |